# Marianne Denicourt
Marianne Denicourt, pseudonimo di Marianne Cuau (Parigi, 14 maggio 1963), è un'attrice francese.

## Biografia
Figlia del professore di lettere, documentarista e membro del comitato editoriale della rivista Les Temps Modernes Bernard Cuau, e di  Denise Zigante, attrice, originaria di Pordenone, è sorella maggiore della regista Emmanuelle. 
Dal 1985 al 1986, studia recitazione all'Amandiers di Nanterre, tra i cui insegnanti c'è Patrice Chéreau, che l'avrebbe poi diretta soprattutto a teatro. Al cinema, si fa notare nei primi anni novanta grazie al ruolo di Julienne ne La bella scontrosa di Jacques Rivette e soprattutto come musa di Arnaud Desplechin, del quale sarà protagonista dei primi tre film, La Vie des morts, La Sentinelle e Comment je me suis disputé... (ma vie sexuelle), e con cui avrà una relazione. È stata in seguito compagna dell'attore Daniel Auteuil. Nel 2005, ha pubblicato il libro Mauvais Génie, in cui accusa Desplechin di aver tratto indebita ispirazione dalla loro relazione ed altri dettagli della loro vita privata per il suo film I re e la regina, chiedendo un risarcimento di duecentomila euro per danni morali: il tribunale ha respinto la richiesta. Nel 2015, è stata candidata al premio César per la migliore attrice non protagonista per la commedia Ippocrate.

## Filmografia parziale

### Attrice

#### Cinema
- Hôtel de France, regia di Patrice Chéreau (1986)
- La lettrice (La Lectrice), regia di Michel Deville (1988)
- La bella scontrosa (La Belle Noiseuse), regia di Jacques Rivette (1991)
- La Vie des morts, regia di Arnaud Desplechin (1991)
- La Sentinelle, regia di Arnaud Desplechin (1992)
- Alto basso fragile (Haut bas fragile), regia di Jacques Rivette (1995)
- Intrigo perverso (Innocent Lies), regia di Patrick Dewolf (1995)
- Comment je me suis disputé... (ma vie sexuelle), regia di Arnaud Desplechin (1996)
- Transfert pericoloso (Passage à l'acte), regia di Francis Girod (1996)
- Le jour et la nuit, regia di Bernard-Henri Lévy (1997)
- Il figlio perduto (The Lost Son), regia di Chris Menges (1999)
- Una per tutte (Une pour toutes), regia di Claude Lelouch (1999)
- Sade, regia di Benoît Jacquot (2000)
- Heidi, regia di Markus Imboden (2001)
- Me Without You, regia di Sandra Goldbacher (2001)
- Le Domaine Perdu, regia di Raúl Ruiz (2005)
- La Crème de la crème, regia di Kim Chapiron (2014)
- Ippocrate (Hippocrate), regia di Thomas Lilti (2014)
- L'affaire SK1, regia di Frédéric Tellier (2014)
- Il medico di campagna (Médecin de campagne), regia di Thomas Lilti (2016)
- Chacun sa vie, regia di Claude Lelouch (2017)
- I migliori anni della nostra vita (Les Plus Belles Années d'une vie), regia di Claude Lelouch (2019)
- La Vertu des impondérables, regia di Claude Lelouch (2019)
- Finalement - Storia di una tromba che si innamora di un pianoforte (Finalement), regia di Claude Lelouch (2024)

#### Televisione
- Commissario Navarro (Navarro) – serie TV, episodio 4x01 (1992)
- Julie Lescaut – serie TV, episodio 2x01 (1993)
- Balzac - Una vita di passioni (Balzac), regia di Josée Dayan – film TV (1999)
- Capitaine Marleau – serie TV, episodio 2x04 (2018)
- They Were Ten (Ils étaient dix) – miniserie TV, 6 puntate (2020)

### Sceneggiatrice
- Alto basso fragile (Haut bas fragile), regia di Jacques Rivette (1995)

## Teatro
- Platonov di Anton Čechov, regia di Patrice Chéreau. Festival d'Avignone (1987)
- Pentesilea di Heinrich von Kleist, regia di Pierre Romans. Festival d'Avignone (1987)
- Il racconto d'inverno di William Shakespeare, regia di Luc Bondy. Festival d'Avignone (1988)
- Amleto di William Shakespeare, regia di Patrice Chéreau. Théâtre des Amandiers di Nanterre (1988–89)
- Anatol di Arthur Schnitzler, regia di Louis-Do de Lencquesaing. Théâtre National di Nizza (1995)
- Il cielo sopra il letto di David Hare, regia di Bernard Murat. Théâtre de la Gaîté-Montparnasse di Parigi (1998)
- The Blue Room di David Hare, regia di Bernard Murat. Théâtre Antoine di Parigi (1999)
- Une pièce espagnole di Yasmina Reza, regia di Luc Bondy. Théâtre de la Madeleine di Parigi (2004)
- La musica di Marguerite Duras, regia di Nicole Aubry. Théâtre de l'Atelier di Parigi (2006)
- Jeanne d'Arc au Bûcher di Arthur Honegger (musica) e Paul Claudel (libretto). Theater Basel di Basilea (2007)
- The City di Martin Crimp, regia di Marc Paquien. Théâtre des Célestins di Lione (2009)
- Vecchi tempi di Harold Pinter, regia di Benoît Giros. Théâtre de l'Atelier di Parigi (2016)

## Opere letterarie
- (FR) Marianne Denicourt e Judith Perrignon, Mauvais Génie, Parigi, Stock, 2005, ISBN 9782234067592.

## Riconoscimenti
- Premio César
  - 2015 – Candidatura alla migliore attrice non protagonista per Ippocrate